# Saint-Félix (Charente-Maritime)
Saint-Félix település Franciaországban, Charente-Maritime megyében. Lakosainak száma 322 fő (2022. január 1.). Saint-Félix Bernay-Saint-Martin, Dœuil-sur-le-Mignon, Marsais és Migré községekkel határos.

## Népesség
A település népessége az elmúlt években az alábbi módon változott:
| Lakosok száma | 331  | 273  | 253  | 288  | 303  | 300  | 299  | 311  | 317  | 322  |
|               | 1968 | 1982 | 1990 | 2006 | 2013 | 2015 | 2017 | 2019 | 2020 | 2022 |